# 鲍里斯·科莫茨基
鲍里斯·奥列戈维奇·科莫茨基（羅馬化：Boris Olegovich Komotskiy；1956年1月31日—）是俄罗斯政治人物，《真理报》编辑，第六届、第八届国家杜马代表。
1978年至1990年，科莫茨基教授科学共产主义。1990年，他参与俄罗斯最高苏维埃新闻中心的创建和工作。他是俄罗斯政治文化研究中心的创始人之一。1996年3月，他加入俄共中央主席久加诺夫顾问和演讲撰稿人小组。2005年至2009年，他担任《真理报》副主编； 2009年，他被任命为编辑，至今仍担任该职务。2011年至2016年，他担任第六届国家杜马代表。2021年，他再次当选第八届国家杜马议员。

## 制裁
科莫茨基于2022年因俄乌战争而受到英国政府制裁。